# 빌라 (요정)

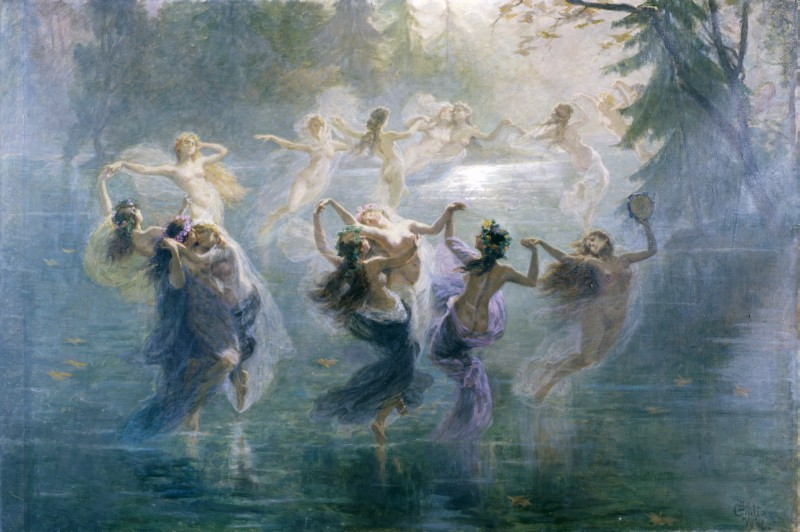
이탈리아 화가 바르톨로메오 줄리아노가 그린 그림(1906년).

빌라(세르보크로아트어: vila, 슬로베니아어: vila)는 슬라브족 전설에 나오는 요정이다.
주로 남슬라브족 사이에서 전승되는 존재인데, 체코인 등 일부 서슬라브족 전설에서도 전승되었다. 동슬라브의 루살카와 공통점이 있어 사실 같은 존재라고 주장하는 학자들도 있다.
어원은 불분명하지만, 바람이나 공기를 의미하는 인도유럽조어 u̯ēi̯o-  와 관계가 있는 것으로 추측된다.